# Tip I topoizomeraza
Tip I topoizomeraze presecaju jedan lanac dvolančane DNK, relaksiraju molekul, i ponovno spajaju lance. One se dalje dele u dve strukturno i mehanistički distinktne topoizomeraze: tip IA i tip IB. 
- Tip IA topoizomeraze menjaju koeficijent povezivanja cirkularnog DNK lanca za jednu jedinicu.
- Tip IB topoizomeraze menjaju koeficijent povezivanja za više jedinica .

Istorijski, tip IA topoizomeraze se nazivaju prokariotiske topoizomeraze I, dok se tip IB topoizomeraze nazivaju eukariotske topoizomeraze. Ova distinkcija, međutim nije više primenljiva jer tip IA i tip IB topoizomeraze postoje u svim domenima života.
Funkcionalno, te podklase izvode veoma specijalizovane funkcije. Prokariotska topoizomeraza I (topo IA) može jedino da relaksira negativno supernamotavanje DNK, dok eukariotska topoizomeraza I (topo IB) može da uvede pozitivno supernamotavanje jednolančane DNK, i njenu relaksaciju.

## Literatura
- Nicholas C. Price; Lewis Stevens (1999). Fundamentals of Enzymology: The Cell and Molecular Biology of Catalytic Proteins (Third изд.). USA: Oxford University Press. ISBN 019850229X.
- Eric J. Toone (2006). Advances in Enzymology and Related Areas of Molecular Biology, Protein Evolution (Volume 75 изд.). Wiley-Interscience. ISBN 0471205036.
- Branden C; Tooze J. Introduction to Protein Structure. New York, NY: Garland Publishing. ISBN 0-8153-2305-0.
- Irwin H. Segel. Enzyme Kinetics: Behavior and Analysis of Rapid Equilibrium and Steady-State Enzyme Systems (Book 44 изд.). Wiley Classics Library. ISBN 0471303097.

## Spoljašnje veze
- DNA+Topoisomerases,+Type+I на 